# Sergio Díaz-Granados
Sergio Díaz-Granados Guida (Santa Marta, 3 de octubre de 1968) es un abogado y político colombiano. Tiene orígenes en el Partido Liberal Colombiano, pero actualmente se encuentra inscripto en el Partido de la U donde fue secretario general y presidente.

## Biografía
Hijo del Gobernador José Ignacio Díaz-Granados, nació en Santa Marta, capital del Departamento de Magdalena, en 1968. Es abogado de la Universidad Externado de Colombia con especialización en Gerencia Pública realizados en la Universidad de Alcalá de España y el Instituto Interamericano para el Desarrollo Económico y Social Indes en Washington. También tiene estudios en Derecho Constitucional en la Universidad de Salamanca.

### Trayectoria pública
Comenzó su carrera como concejal de Santa Marta, entre 1995 y 1997, y miembro de la Asamblea Departamental de Magdalena, entre 1998 y 2000. En 2001 trabajó como asesor en el Ministerio de Hacienda durante el periodo de Juan Manuel Santos como ministro.
Se desempeñó como miembro de la Cámara de Representantes de Colombia por el departamento del Magdalena en el período 2002-2006. Tras salir del Congreso, fue Coordinador de la campaña presidencial de Álvaro Uribe Vélez en el departamento del Magdalena. Una vez reelegido Uribe, fue nombrado viceministro de Desarrollo Empresarial, estando en el cargo durante tres años.
También ha sido catedrático en la Universidad Sergio Arboleda en Hacienda Pública, Derecho Constitucional General y Régimen Jurídico de Entidades Territoriales. Entre 2008 y 2009 ejerció la presidencia de la Asociación Colombiana de Agencias de Viajes y Turismo (Anato). En el 2012 le fue otorgado el título honoris causa de economía de la Universidad del Magdalena.

### Ministro de Comercio, Industria y Turismo
Ayudó en la exitosa campaña presidencial de Juan Manuel Santos en las elecciones de 2010. El 9 de julio de 2010, el entonces presidente electo lo nombró ministro de Comercio, Industria y Turismo, cargo del que tomó posesión el 7 de agosto de 2010. En el Ministerio afrontó retos con el TLC entre Colombia y Estados Unidos y crisis económica en la zona fronteriza con Venezuela. Se desempeñó como ministro hasta el 8 de octubre de 2013, fecha en que presentó su renuncia al presidente de la República.
Fue Presidente del Partido de la U desde su retiro del Ministerio hasta noviembre de 2014. Posteriormente se desempeñó como Director Ejecutivo por Colombia y Perú ante el Banco Interamericano de Desarrollo (BID), con sede en Washington D. C, y en 2021 fue nombrado presidente del CAF - Banco de Desarrollo de América Latina y el Caribe.